# Gastón Grecco
Gastón Ezequiel Grecco (nació el 27 de febrero de 1981) es un reconocido futbolista argentino que juega, ya retirado del fútbol profesional, como delantero en Defensores de Vivoratá de la Liga de Equipos Unidos de Mar Chiquita. Surgido de las inferiores de Brown de Adrogué en su carrera convirtió 167 goles, siendo el goleador histórico de Brown de Adrogué y el tercer goleador histórico de la Primera B Metropolitana.

## Trayectoria
Su carrera profesional comenzó en el Brown de Adrogué, y luego de un gran torneo fue pretendido por San Lorenzo, en donde estuvo dos años; hecho que consagró su idolatría en el club de Adrogué y que por tal motivo le dedicaran años más tarde en homenaje una tribuna del estadio a su nombre. A partir de allí realizó una larga carrera entre la segunda y tercera división del fútbol argentino; pasando por Ferro, Tigre, San Lorenzo, Platense, San Telmo, Barracas Central, Argentino de Quilmes, Tristán Suárez, Defensores de Belgrano, Cañuelas Cañuelas, para ya en 2019 volver a Brown de Adrogué y retirarse del profesionalismo. En sus veinte años de carrera profesional convirtió 167 goles, siendo el goleador histórico de Brown de Adrogué y el tercer goleador histórico de la Primera B Metropolitana. A principios de 2020 el mismo Brown lo convierte en Coordinador General del futbol amateur, pero la pandemia detuvo toda la actividad y dejó el cargo para radicarse en la localidad de Sierra de los Padres por motivos comerciales. Actualmente fue tentado por Defensores de Vivoratá, en el plano del fútbol amateur, para seguir haciendo goles.
- Datos: Q5876200